# George Steinmetz
George Steinmetz (* 1957 in Beverly Hills, Kalifornien) ist ein amerikanischer Naturfotograf. Er ist insbesondere für seine Luftaufnahmen mit einem motorisierten Gleitschirm bekannt.

## Leben
Steinmetz studierte Geophysik an der Stanford University in Stanford in Kalifornien.
1999 segelte er für GEO auf der Freydis mit dem Ehepaar Heide und Erich Wilts durch den Osten Papua-Neuguineas.
Für seine Fotografie erhielt Steinmetz den Pictures of the Year, vom Overseas Press Club und den Life Magazine’s Alfred Eisenstaedt Award. 1995 und 1998 erhielt er darüber hinaus den ersten Preis in den Rubriken Wissenschaft und Technologie von World Press Photo. Neben National Geographic arbeitet er für Architectural Digest, Condé Nast Traveler, GEO und Stern.
Steinmetz lebt mit seiner Frau, der Journalistin Lisa Bannon, und seinen drei Kindern in Glen Ridge, New Jersey.

## Werke
- 2008: African Air, Abrams, ISBN 978-0-8109-8403-5
- 2008: Afrika. Das Glück der Weite, Frederking & Thaler, München,  ISBN 978-3-89405-714-5
- 2009: Meer aus Sand: Eine spektakuläre Reise ins Herz der Rub al-Khali, Frederking & Thaler, ISBN 978-3-89405-758-9
- 2012: Wüsten von oben, Frederking & Thaler, ISBN 978-3-89405-965-1
- 2020: Human Planet. Wie der Mensch die Erde formt, Knesebeck Verlag, ISBN 978-3-95728-394-8